# Draupnir

Draupnir modern ábrázolása

Draupnir (Draupner vagy Dröpner) („csepegtető”) a skandináv mitológiában Odin  mágikus arany gyűrűje (karpántja). Két törpe, Brokk és Sindre kovácsolta Lokinak, aki később Odinnak adományozta. Egy törpének is Draupnir a neve.
A gyűrűből minden kilencedik éjjel nyolc új gyűrű „cseppen” ki, s mindegyik olyan súlyú, mint az eredeti.
Amikor Baldr a halotti máglyáján feküdt, Odin levette Draupnirt a karjáról, és fiának a mellére tette. Baldr azonban visszaküldte az alvilágból Hermoddal.
A Skirnismálban (Szkírnir-ének az Eddában), Skirnir (Frey szolgája) a gyűrűt ajándékként Gerdnek ígéri, amikor Frey nevében megkéri a kezét.
Az Eddában így írják le:
Kapsz karpántot,

ott égett Ódin

ifjú fiával;

nyolcat fiadzik

nyugtalan köre, hasonmást,

minden kilencedik éjjel.

## Fordítás
- Ez a szócikk részben vagy egészben  a   Draupner című svéd Wikipédia-szócikk fordításán alapul.  Az eredeti cikk szerkesztőit annak laptörténete sorolja fel. Ez a jelzés csupán a megfogalmazás eredetét és a szerzői jogokat jelzi, nem szolgál a cikkben szereplő információk forrásmegjelöléseként.
- Ez a szócikk részben vagy egészben  a   Draupnir című angol Wikipédia-szócikk fordításán alapul.  Az eredeti cikk szerkesztőit annak laptörténete sorolja fel. Ez a jelzés csupán a megfogalmazás eredetét és a szerzői jogokat jelzi, nem szolgál a cikkben szereplő információk forrásmegjelöléseként.